# Jon Davis
Jonathan Renard Davis, detto Jon (Upper Marlboro, 8 novembre 1996), è un cestista statunitense.